# 어툴 거완디
어툴 거완디(영어: Atul Gawande, 1965년 10월 5일 ~ )는 미국의 의사, 보건정책관료, 저술가이다.
그의 아버지는 인도 태생의 미국 이민자로 비뇨기과 의사였고, 어머니 또한 의사였다. 스탠퍼드 대학교를 졸업한 뒤 옥스퍼드 대학교에서 윤리학과 철학을 공부했다. 하버드 의과대학에서 박사학위를, 하버드 보건대학에서 공중보건학 석사학위를 받았다. 현재 하버드 의과대학과 보건대학교수, 보스턴 브리검 여성병원 외과의이며 '뉴요커'지 전속 필자로 활동하고 있다. 첫 저서 '나는 고백한다, 현대의학을'은 내셔널 북 어워드 최종 후보에 올랐고, '닥터, 좋은 의사를 말하다'는 2007년 아마존 10대 도서에 선정되었으며, '체크! 체크리스트' 역시 베스트셀러에 올랐다. 그는 최고의 과학 저술가에게 수여하는 루이스 토머스 상을 비롯해 내셔널 매거진 어워즈를 2회 수상했고, 사회에 가장 창조적인 기여를 한 인물에게 수여하는 맥아더 펠로십을 수상했다. 또한 그는 '타임'지가 선정한 '세계에서 가장 영향력 있는 사상가 100인'에 이름을 올렸으며, 2015년 영국 프로스펙트지가 선정한 세계적인 사상가 50인에 선정되었다.

## 상훈
- Rhodes Scholarship
- MacArthur Fellow (2006)
- Reith Lectures (2014)

## 저서
- 어떻게 죽을 것인가
- 체크! 체크리스트
- 나는 고백한다, 현대의학을